# Maurycy Kajler
Maurycy Kajler, pierwotnie Mosze Keiler (ur. 15 kwietnia 1910 we Lwowie, zm. 11 lutego 1997 w Żarach) – polski dziennikarz, działacz społeczny i działacz społeczności żydowskiej.
Urodził się we Lwowie w rodzinie żydowskiej, jako syn Rubina i Szyfry. Podczas II wojny światowej przebywał w Związku Radzieckim. W latach 1941–1942 służył w Armii Czerwonej. W 1946 jako repatriant wrócił do Polski i osiadł w Żarach.
Członek PPR i PZPR. Działacz Centralnego Komitetu Żydów Polskich i Towarzystwa Społeczno Kulturalnego Żydów w Polsce (pierwszy, wieloletni przewodniczący oddziału żarskiego oraz wiceprzewodniczący Zarządu Głównego). Współzałożyciel Żydowskiego Klubu Sportowego. Przez wiele lat pracował jako dziennikarz i korespondent Głosu Wielkopolskiego. W 1987 otrzymał tytuł Honorowego Obywatela Żar. Pochowany jest w kwaterze żydowskiej cmentarza komunalnego przy ulicy Szpitalnej w Żarach.